# Flynderupgård
56°0′16.03″N 12°33′18.51″Ø / 56.0044528°N 12.5551417°Ø
Flynderupgård er en gård beliggende i Helsingør Kommune. Gården huser i dag det lokalhistoriske museum Flynderupgård Museet.

## Historie
Flynderupgård er den sidste af et par gårde, der lå i området og udgjorde en landsby under Esrum Kloster. Navnet kendes fra 1200-tallet. Under reformationen blev gården overtaget af kronen, som senere overdrog gården til Helsingør Almindelige Hospital. 
I 1803 overtog konsul Simon Borserondo gården og blev dermed den første i en række af private ejere af gården, der hurtigt fik status af lystgård, idet ejeren ikke var landbruger, men havde ansat en forpagter til at stå for den daglige drift.
I 1835-39 lod den daværende ejer overretsprokurator Frederik Ferdinand Hansen den nuværende hovedbygning med sidelænger opføre. Han døde, inden han nåede at flytte ind og gården med 110 tønder land blev købt på auktion af kirurg Pabst.
Han blev efterfulgt af hastigt skiftende ejere, bl.a. folketingsmand Jørgen Rasmussen, som ejede gården fra 1855, og i 1900 fabrikant Emil Falck, der udvidede haven og anlagde en sti ned til en lille sø i Egebæksvang.
I 1915 blev kaffegrosserer Rasmussen ejer af gården, og han iværksatte store forandringer. De store avlsbygninger med stalde og den store hejselade blev opført, og hovedbygningen fik ny hovedtrappe og terrasse mod haven. Desuden blev der indlagt centralvarme og indrettet flere værelser på første sal. Årstallet 1915 står stadig over hovedindgangsdøren.
I 1929 overtog direktør Svend Nielsen fra Palladium gården, hvorefter den blev brugt i et par danske film. Under Besættelsen blev Palladiums råfilm gemt i stengrotten på en udsigtshøj vest for hovedbygningen.
Landsretssagfører Chr. Frederiksen købte gården i 1944. Hans søn Mogens bestyrede gården, som nu var på 129 hektar.
I 1978 blev gården købt af Helsingør Kommune, der indrettede den som egnshistorisk museum (museet blev oprindeligt startet af Arne Meyling) med demonstrationslandbrug samt en omfattende afdeling om Øresundskystens fiskeri og fiskerlejer.

## Filmlokation
Filmen blev i 1930'erne brugt et par gange som baggrund for danske spillefilm:
- 5 Raske piger (1933)
- De bør forelske Dem (1935)
- Plat eller krone (1937)

## Fredning
Flynderupgård ligger i Kystkilen ved Rørtang, der blev fredet i 1993.

## Ejerliste
- 1803-1810 Konsul Simon de Borserondo
- 1810-1822 Johan Henrik Permin
- 1822-1822 Pastor Peter Schive
- 1822-1835 Brygger Randrup
- 1835-1839 Overretsprokurator Frederik Ferdinand Hansen
- 1839-1841 Kirurg Johan C.L. Pabst
- 1841-1849 Krigsråd Theil
- 1849-1850 Julius Esche
- 1850-1856 Christian Schmidt
- 1856-1859 Kammerrråd Jørgen Rasmussen
- 1869-1895 Grosserer Johan Nicolaj Ammitzbøll
- 1895-1900 Hermann Jacob Vallentin Stahl
- 1900-1915 Fabrikant Emil Th. Falck
- 1915-1929 Grosserer Rasmussen
- 1929-1944 Direktør Svend Nielsen
- 1944-1978 Landsretssagfører Chr. Frederiksen
- 1978-nu Helsingør Kommune